# El nacimiento de Venus (Bouguereau)
El nacimiento de Venus (en francés La Naissance de Vénus) es uno de los cuadros más famosos del pintor William-Adolphe Bouguereau. Fue pintado en 1879. Es una representación del nacimiento Venus, diosa romana del amor. Tiene un tamaño de 300 cm por 218 cm, pintado al óleo, y se encuentra actualmente en exhibición en el Museo de Orsay, en París.